# Junior Express
Junior Express es una serie de televisión infantil argentina, estrenada el 27 de julio de 2013 en el canal Disney Junior para toda Latinoamérica. El programa está creado, producido y protagonizado por Diego Topa. Fue finalizada el 30 de noviembre de 2020. Aunque actualmente se sigue emitiendo de lunes a viernes por la noche a las 22:30 hrs (hora de argentina) y los domingos a la misma hora con episodios repetidos de 30 minutos.

## Sinopsis
Se preestrenó en Argentina el 27 de julio del 2013 y se estrenó el 30 de noviembre del 2013 en México; los segundos episodios de la primera temporada se estrenaron el 24 de marzo del 2014 y los últimos episodios se estrenaron el 26 de mayo del 2014. La segunda temporada se estrenó el 10 de agosto del 2014 los segundos episodios de la segunda temporada se estrenaron el 8 de diciembre del 2014 y los últimos episodios el 13 de abril de 2015. La tercera temporada se estrenó el 3 de agosto del 2015. Los segundos episodios de la tercera temporada se estrenaron en el 2 de mayo del 2016 y el 22 de agosto del 2016 los últimos. La cuarta temporada se estrenó el 5 de junio de 2017 con la aparición de los nuevos personajes. los segundos episodios de la cuarta temporada se estrenó 14 de junio de 2017 y el 26 de agosto de 2018 últimos  La quinta temporada se estrenó el 4 de marzo de 2019, los segundos episodios se estrenaron 11 de marzo de 2019 y los últimos el 3 de junio de 2019 finalizando la serie definitivamente el 4 de abril de 2020.

## Elenco

### Personajes principales
- Capitán Topa (Diego Cesar Topa): Es el capitán del Junior Express; además es la voz de la banda y quien compone las canciones. Resuelve los distintos problemas que surgen en el monorriel durante cada episodio.
- Los Rulos: Rulo Rolando, Rulo Ricardo y Carlos (Brian y Joel Cazeneuve y Hugo Rodríguez): Son los trillizos acompañantes de Topa en sus canciones como músicos y segunda voz, banda o bailarines, distinguibles por el gran rulo en sus cabezas.
- Francisco "Francis" (Julio Graham): Es el camarero del Junior Express. Es responsable y muy obediente, tanto así que no sabe decir que no y siempre trata de que todos estén conformes y felices.
- Arnoldo (Walter Topa como doble): Es el cocinero del monorriel. Es muy egocéntrico y sensible, el jefe de Francis a quien a veces trata mal, aunque en el fondo sean grandes amigos. Además le gusta que todo lo que haga esté a la perfección.
- Liliana "Lila" (Irene Goldszer): Es la conductora del monoriel y quien conoce los controles y todo el funcionamiento del Junior Express a la perfección. Su asistente es el GPS y a partir de la quinta temporada tiene un asistente virtual llamada EMA (especialista en manejo automático) con la que mantiene diálogos y se orienta en el camino. Cada día, al comenzar un viaje, fija el rumbo y planifica el recorrido junto al capitán Topa. Es muy seria con su trabajo y le gusta estar sola en la cabina de control.
- Natalio (Enzo Ordeig): Es el lutier y afinador de los instrumentos musicales de la banda de Topa y los Rulos. Un tanto desmemoriado excepto cuando tiene que hacer su trabajo, en el cual es brillante y se acuerda de todo. Quiere aprender a manejar el monorriel, pero Lila no lo deja.
- Melody (Mariana Magaña Inzunza - Temporadas 1 - 3; 5 solo una aparición): Es la azafata. Le gusta sentirse útil y cuando finalmente lo es, se siente una ganadora. Responde rápidamente a la palabra "ayuda", haciendo una aparición lista para solucionar los problemas.
- Dorothy "Doris" (Stephie Camerena Caire - Temporadas 1 - 4): Es la vestuarista, peluquera y maquilladora encargada de la imagen de Topa y los Rulos en cada presentación. Es simpática y conversadora.
- Josefina Blanca Pérez (Berenice Gandullo - Temporadas 4 - 5): Vestuarista y mejor amiga de Doris. En la primera temporada es muy mencionada por ella, en la segunda y tercera temporada ya aparece en los capítulos de “La isla de los cabezones” y “El desfile” y a partir del episodio “Las Rulas” de la cuarta temporada ya viaja siempre en el monorriel como vestuarista.
- Harmony (Paola Albo Solís - Temporadas 4 - 5): Es la azafata del Junior Express desde la cuarta temporada para reemplazar a su hermana Melody. Es muy tranquila y hace muy bien su trabajo. Ella toma clases de yoga y cuando los tripulantes del monorriel están nerviosos ella toca el timbal y se calman.

### Personajes invitados
- Angie (Karol Sevilla): una adolescente que no para de usar el celular, lo utiliza por horas y pierde tiempo para realizar otras actividades.
- Lara “la fan” (Lara Dyjament): una niña de 6 años fan del Junior Express que acompaña a la tripulación a la estación arte, durante el trayecto ella solo quiere jugar a las escondidas.
- Mr. Misterio (Daniel Casablanca): Es un famoso investigador conocido por su programa de televisión "La hora del misterio" y viene a investigar a un dragón de la cueva donde va el Junior Express aunque luego descubren que no era un dragón, Dice que no le teme a nada pero después se descubre que le tiene miedo al Dragón que creía que habitaba la cueva, Aparece en el episodio de la cuarta temporada "El dragón".
- Arturo (Mercedes Mateo): Es un robot que hace música sin instrumentos y puede manejar las luces. Aparece en el episodio "Un tripulante muy especial".
- Doña Nunciatina (Georgina Barbarossa): Es la madre de Arnoldo, Aparece en el episodio "El Ristorantino Express" creyendo que Arnoldo había convertido el Junior Express en el Ristorantino Express.
- Risitas (Hugo Rodríguez): Es un payaso experto en equilibrio y en imitar a las personas. Puede adoptar cualquier voz y cualquier apariencia.
- Profesor Classenclown (Alfredo Allende): Es un científico amigo de Natalio que tiene su misma memoria. Visitó el monorriel en el episodio “La fórmula secreta” y es mencionado en "Un cuento de cumpleaños".
- Dentista (Axel): Es un dentista que llega para curar a Lila en el capítulo "La muela", es bastante alegre y trata de animarla.
- Salvador, el pintor (Santiago Stieben): Amigo del capitán Topa al que le lleva un tubo de pintura verde para terminar de pintar un cuadro.
- Don Rodrigo Ignacio Juárez de la Barca "el arqueólogo" (Maximiliano Trento): Es un arqueólogo que necesita ir a una gran pirámide.
- Rómulo Romualdo Rodríguez "el inspector" (Santiago Ríos): Es el inspector de monorrieles que va a inspeccionar el Junior Express.
- Lady Pink (Julieta Nair Calvo): Famosa bailarina y cantante. Actúa en una comedia ficticia llamada "La vida es un baile". Aparece en los episodios "Lady Pink" y "El regreso de Lady Pink", en los dos episodios se le ve muy vanidosa, pero en este último decide cambiar y ser más humilde.
- Hugo (Bruno Heder): Es un viejo amigo del Capitán Topa, que necesita que le lleven una lámpara al Faro del Sur.
- Santa "Nicolás" Claus (Diego Cosin): Necesita ir a la estación Juguetes para llevarle a Santa Claus las cartas de los niños para Navidad. Todos creen que es Santa Claus.
- Patricia "Pato" Topa (Mercedes Funes): Es la hermana de Topa. Sale únicamente en el episodio "La Hermana de Topa" en la tercera temporada de la serie, ella es piloto de autos de carreras, por tanto conoce a varios famosos conductores de carros mundialmente. Es rencorosa con su hermano, pero realmente se quieren mucho a pesar de que compiten diariamente.
- Giulliano (Julián Weich): Reconocido cocinero. Le entrega un premio de cocina a Francis en el episodio "El chef italiano". Él y Arnoldo son rivales debido a que estudiaban en la misma academia.
- Saky (Maggie Hegyi): Es una periodista que viaja al monorriel para entrevistar a los tripulantes para su programa llamado "Vida musical" pero no quería entrevistar a Arnoldo. Aparece en el episodio llamado como su programa.
- Lince (Felipe Villanueva): Es el camarógrafo y asistente de Saky del programa "Vida musical".
- Margarita (Jorgelina Aruzzi): Es una mecánica que rompió de todo para quedarse en el monorriel en el episodio "La mecánica".
- Florencio (Fernando Soberanes): El es el amigo de Topa y tiene vacaciones por leer todos los libros de una biblioteca en un pueblo, aparece en el episodio "Campamento con Florencio".
- Aquiles Trellas (Gastón Ricaud): Es un astronauta que regresó a la Tierra con ayuda de Melody. Regresa en la temporada tres al Junior Express, para cumplir una misión secreta, que Melody se fuera con él a la luna.
- Inés Pinaca (Julia Calvo): Es una crítica de cocina. Aparece en los capítulos "La crítica de cocina" y "La flor de Bienvenida" su sobrina es mencionada en ¨Angie y sus amigos¨. Arnoldo intenta de encantarla con sus platos.
- Luz Flash (Manuela Pal): Es una fotógrafa de una revista para niños llamada “Chic Pop”. Le gusta empezar a tomar fotos, de la nada para que la gente que fotografíe actúe natural y que en su revista las fotos salgan realistas. Aparece en el episodio “El Granito”.
- Mariana (Belén Pasqualini): Es la hermana de Natalio y es tan desmemoriada como este. Se parecen en muchas cosas y son diferentes en otras como el gusto de Mariana por los instrumentos desafinados. Aparece en el episodio “Recuerdos Felices”.
- "Tripulación del submarino" (Diego Topa, Brian Cazeneuve y Joel Cazeneuve , Hugo Rodríguez y Irene Goldszer) Es la tripulación del submarino “Dolphin Deep”. Está conformada por el comandante (Diego Topa), Bambi, la conductora (Irene Goldszer) y los otros tripulantes: Ruso Duadua, Ruso Dudi y Cuscus (Brian Cazeneuve, Joel Cazeneuve y Hugo Rodríguez), también un buzo es parte de la tripulación. Ellos aparecieron en los episodios “El buzo perdido” de la cuarta temporada, donde el buzo de la tripulación se perdió en el océano, y "La teletransportación" de la quinta temporada, donde ellos estarían haciendo algunas pruebas de teletransportación.

### Elenco Principal
| Interpretado por  | Personaje                   | Temporada    | Temporada    | Temporada    | Temporada    | Temporada    | Temporada |
| Interpretado por  | Personaje                   | 1            | 2            | 3            | 4            | 5            |           |
| ----------------- | --------------------------- | ------------ | ------------ | ------------ | ------------ | ------------ | --------- |
| Diego Topa        | Capitán Topa                | Protagonista | Protagonista | Protagonista | Protagonista | Protagonista |           |
| Diego Topa        | Comandante del submarino    |              |              |              |              | Invitado     |           |
| Diego Topa        | Arnoldo                     | Protagonista | Protagonista | Protagonista | Protagonista | Protagonista |           |
| Walter Topa       | Arnoldo                     | Recurrente   | Recurrente   | Recurrente   | Recurrente   | Recurrente   |           |
| Brian Cazeneuve   | Rulo Rolando                | Protagonista | Protagonista | Protagonista | Protagonista | Protagonista |           |
| Brian Cazeneuve   | 1° Tripulante del submarino |              |              |              |              | Invitado     |           |
| Joel Cazeneuve    | Rulo Ricardo                | Protagonista | Protagonista | Protagonista | Protagonista | Protagonista |           |
| Joel Cazeneuve    | 2° Tripulante del submarino |              |              |              |              | Invitado     |           |
| Hugo Rodríguez    | Rulo Carlos                 | Protagonista | Protagonista | Protagonista | Protagonista | Protagonista |           |
| Hugo Rodríguez    | Risitas                     |              |              |              | Invitado     |              |           |
| Hugo Rodríguez    | 3° Tripulante del submarino |              |              |              |              | Invitado     |           |
| Julio Graham      | Francis                     | Protagonista | Protagonista | Protagonista | Protagonista | Protagonista |           |
| Irene Goldszer    | Lila                        | Protagonista | Protagonista | Protagonista | Protagonista | Protagonista |           |
| Enzo Ordeig       | Natalio                     | Protagonista | Protagonista | Protagonista | Protagonista | Protagonista |           |
| Mariana Magaña    | Melody                      | Protagonista | Protagonista | Protagonista |              | Invitada     |           |
| Stephie Caire     | Doris                       | Protagonista | Protagonista | Protagonista |              |              |           |
| Berenice Gandullo | Josefina                    |              | Invitada     | Invitada     | Protagonista | Protagonista |           |
| Paola Albo Solís  | Harmony                     |              |              | Cameo        | Protagonista | Protagonista |           |

### Elenco secundario
| Interpretado por    | Personaje                              | Temporada | Temporada | Temporada | Temporada | Temporada | Temporada |
| Interpretado por    | Personaje                              | 1         | 2         | 3         | 4         | 5         |           |
| ------------------- | -------------------------------------- | --------- | --------- | --------- | --------- | --------- | --------- |
| Karol Sevilla       | Angie                                  |           |           |           | Invitada  |           |           |
| Lara Dyjament       | Lara "La fan"                          |           |           |           | Invitada  |           |           |
| Daniel Casablanca   | Mr. Misterio                           |           |           |           | Invitado  |           |           |
| Mercedes Mateo      | Arturo                                 |           |           |           | Invitado  |           |           |
| Georgina Barbarossa | Doña Nunciatina                        |           |           |           | Invitada  |           |           |
| Alfredo Allende     | Profesor Classenclown                  |           |           | Invitado  |           |           |           |
| Axel                | Dentista                               |           | Invitado  |           |           |           |           |
| Santiago Stieben    | Salvador, el pintor                    |           | Invitado  |           |           |           |           |
| Maximiliano Trento  | Don Rodrigo Ignacio Juárez de la Barca |           | Invitado  |           |           |           |           |
| Santiago Ríos       | Rómulo Romualdo Rodríguez              |           | Invitado  |           |           |           |           |
| Julieta Nair Calvo  | Lady Pink                              |           | Invitada  | Invitada  |           |           |           |
| Bruno Heder         | Hugo                                   |           | Invitado  |           |           |           |           |
| Diego Cosin         | Santa ¨Nicolás" Claus                  |           | Invitado  |           |           |           |           |
| Mercedes Funes      | Patricia "Pato"                        |           |           | Invitado  |           |           |           |
| Julián Weich        | Giuliano                               |           |           | Invitado  |           |           |           |
| Maggie Hegyi        | Saky                                   |           |           | Invitado  |           |           |           |
| Felipe Villanueva   | Lince                                  |           |           | Invitado  |           |           |           |
| Jorgelina Aruzzi    | Margarita                              |           |           | Invitada  |           |           |           |
| Fernando Soberanes  | Florencio                              |           |           | Invitado  |           |           |           |
| Gastón Ricaud       | Aquiles Trellas                        |           |           | Invitado  |           |           |           |
| Julia Calvo         | Inés Pinaca                            |           | Invitada  |           | Invitada  |           |           |
| Manuela Pal         | Luz Flash                              |           |           |           |           | Invitado  |           |
| Belén Pasqualini    | Mariana                                |           |           |           |           | Invitado  |           |

## Temporadas
| Temporada | Temporada | Episodios | Estreno en Argentina | Estreno en Argentina |
| Temporada | Temporada | Episodios | Estreno de temporada | Final de temporada   |
| --------- | --------- | --------- | -------------------- | -------------------- |
|           | 1         | 18        | 27 de julio de 2013  | 26 de mayo de 2014   |
|           | 2         | 26        | 10 de agosto de 2014 | 13 de abril de 2015  |
|           | 3         | 25        | 3 de agosto de 2015  | 5 de junio de 2017   |
|           | 4         | 28        | 6 de junio de 2017   | 20 de agosto de 2018 |
|           | 5         | 23        | 4 de marzo de 2019   | 5 de agosto de 2019  |

## Discografía

### Junior Express
Canciones
1. Junior Express
2. El Juego de las Verduras
3. Somos los Rulos
4. El baile de la Selva
5. Es Así, Es Doris
6. Bichos
7. Los Juguetes Nos Alegran el Día
8. Cabina de Control
9. Todos A Moverse
10. Aromas
11. La Naturaleza Sonreirá
12. Tarantela de Arnoldo
13. Hacerte viajar
14. Supertopa
15. Amigos Queridos

### Me muevo para aquí
Canciones
1. Me muevo para aquí
2. La polilla
3. Tic Toc
4. Walter y Gastón
5. Arcoíris
6. Mi Sillón John
7. ¡Jimmy no!
8. Cachorrito
9. En una pompa de jabón
10. Pedro, el navegante
11. Me voy a la escuela
12. Pica pica
13. Topa fue al Zoo
14. A Dormir Me Voy

### Un nuevo viaje
Canciones
1. Un Nuevo Viaje
2. La Fiesta Bajo el Mar
3. Así Es la Música
4. Aquí Esta Melody
5. Arte Hay En Todas Partes
6. Ando Buscando
7. Canción de Natalio
8. A Calentar el Cuerpo
9. Noche de Terror
10. A Jugar con Disfraces
11. La Magia es Increíble
12. Dame Una Fruta

### Lo que llevas en tu corazón
Canciones
1. Dentro de Tu Corazón
2. Lo Que Te Gusta Hacer
3. Cuántas Nubes
4. ¡Ay! Qué Miedo
5. La Nave
6. Baila, Baila
7. Canción de las Herramientas
8. Reciclar, Reciclar
9. Piñata
10. Canta Con Nosotros
11. Viajar Por El Espacio
12. Verano
13. A Volar

### Porque yo te quiero
Canciones
1. Porque Yo Te Quiero
2. Primavera
3. Acuarela
4. Permiso
5. Soy Harmony
6. Son Sólo Sueños
7. La Mejor Conexión
8. Funiculi Funiculá
9. Las Cuatro Estaciones
10. Compartir Con Los Demás
11. No Te Rindas
12. A Ordenar
13. Compartir Con Los Demás (Versión Diego Topa)

### Grandes éxitos
Canciones
1. Dentro de tu corazón
2. El baile de la selva
3. Junior Express
4. Canta con nosotros
5. Funiculí funiculá
6. El juego de las verduras
7. Todos a moverse
8. Porque yo te quiero
9. Un nuevo viaje
10. Bichos
11. Así es la música
12. Verano
13. Tarantela de Arnoldo
14. La fiesta bajo el mar
15. Me muevo para aquí

### Esto Es Una Fiesta
Canciones
1. Esto es una fiesta
2. Un deseo
3. Travesuras
4. Viajar de noche
5. Super Topa
6. Son Sólo Sueños
7. La Mejor Conexión
8. Las Cuatro Estaciones
9. Compartir Con Los Demás
10. Arco Iris
11. A Ordenar
12. Lo que te gusta hacer
13. Cuántas nubes
14. Arte hay en todas partes
15. Permiso
16. Es Así, es Doris
17. A jugar con disfraces
18. Me muevo para aquí

## Giras
"Topa en Junior Express" es un espectáculo musical que se ha realizado desde 2013 en teatros de distintas ciudades de Argentina, México, Chile y otros países latinoamericanos. En el 2013-2014-2015 estuvo presentando "Topa en Junior Express" y en el 2016: "Topa en Junior Express: el Gran Concierto". En 2017, interpretan "Junior Express: En vivo"
- Topa en Junior Express, un viaje musical (2013)
- Topa en Junior Express, ¿A qué estación vamos? (2014)
- Topa en Junior Express: ¡Todos a bordo! (2015)
- Topa en Junior Express: El gran concierto (2016)
- Junior Express: En vivo (2017)
- Junior Express en Concierto (2018)

## Despedida y final de la serie
Tras seis años, Diego Topa anunció en 2019 que la quinta temporada de su programa sería la última. Sin embargo, el mismo actor anunció la realización de un spin off titulado El Ristorantino de Arnoldo, siendo los protagonistas Arnoldo (Diego Topa) y Francis, (Julio Graham).